# 쉬벌리: 미디벌 워페어
쉬벌리: 미디벌 워페어(Chivalry: Medieval Warfare)는 톤 배너 스튜디오가 첫 번째 상업 작품으로 개발한 다인용 중심의 핵 앤드 슬래시 비디오 게임이다. 2012년 10월 16일 마이크로소프트 윈도우용으로 출시되었다. 이 게임은 가상의 배경을 가지고 있다. 개발자들은 처음에 이 게임이 PC 전용이 될 것이라고 확인했지만, 2014년 10월에는 플레이스테이션 3와 엑스박스 360으로 2014년 12월에 출시될 것이라고 확인했다.
이 게임은 출시 후 일반적으로 긍정적인 평가를 받았다. 쉬벌리: 데들리스트 워리어라는 스탠드얼론 확장팩은 텔레비전 시리즈 데들리스트 워리어의 타이인으로 2013년 11월 14일에 출시되었다. 속편인 쉬벌리 2는 2021년에 출시되었다.

## 게임 플레이
쉬벌리는 같은 개발자 중 일부가 만든 하프라이프 2 모드인 에이지 오브 쉬벌리(Age of Chivalry)와 유사한 게임 플레이 메커니즘을 가지고 있다. 전투는 주로 근접 전투이며, 중세 시대의 무기, 즉 검, 철퇴, 장궁 등의 무기를 사용하여 적을 베고 부수고 화살을 퍼붓는 방식으로 1인칭 또는 3인칭 시점에서 진행된다. 이 게임에는 발리스타, 투석기, 끓는 기름도 포함되어 있어 적과 그들의 요새에 사용할 수 있다. 온라인 매치는 충차로 성문을 부수거나 적의 캠프를 약탈하는 등 목표 기반 게임 플레이를 통해 진행된다. 이 게임은 싱글 플레이어 캠페인은 없지만, 향후 오프라인 모드를 만들 계획이 있다.
게임에서 가상의 국가 아가타는 내전을 겪고 있으며, 두 파벌인 아가타 나이트와 메이슨 오더가 지역 통제를 위해 경쟁한다. 플레이어는 자신의 편을 선택하고 네 가지 캐릭터 클래스 중에서 선택하며, 각 클래스는 다른 기술 세트와 무기 선택을 가지고 있다.
게임에는 또한 과장된 고어 장면이 많이 포함되어 있다.

### 게임 모드
쉬벌리: 미디벌 워페어는 여러 게임 모드를 제공한다. 주요 게임 모드는 다음과 같다.
Free For All: 모든 플레이어가 자신만을 위해 싸운다. 시간이 다 되었을 때 가장 높은 점수를 얻은 플레이어가 승리한다.
Duel: 플레이어는 토너먼트에서 싸우며 1대1 매치에서 경쟁한다. 다른 플레이어와 결투할 때, 다른 플레이어들은 동시에 자신들의 결투를 벌인다. 마지막에 가장 많은 승리를 거둔 플레이어가 승리한다.
Team Deathmatch: 두 팀이 서로 싸운다. 양 팀은 게임 시작 시 동일한 양의 자원을 가지고 있다. 게임은 어느 한 팀의 자원이 고갈되고 전장에 남은 플레이어가 모두 사망하면 종료된다.
Last Team Standing: 두 팀이 경기장에서 싸우며 각 플레이어는 단 하나의 생명만 가지고 있다. 경기장에는 벽 스파이크와 화재 탑과 같은 환경 위험 요소가 있다. 끝까지 살아남은 플레이어가 있는 팀이 라운드에서 승리한다.
King of the Hill: 두 팀이 맵 중앙의 지역을 차지하려고 노력한다. 일정 시간 동안 지역을 먼저 차지한 팀이 승리한다.
Capture the Flag: 양 팀은 적 기지에서 깃발을 획득하여 자신의 기지로 가져와야 하며, 동시에 자신의 깃발을 방어해야 한다. 먼저 3개의 깃발을 획득한 팀이 승리한다.
Team Objective: 플레이어는 공격 팀 또는 방어 팀으로 플레이한다. 공격 팀은 마을을 약탈하거나, 충차를 적 문으로 밀고 왕을 죽이는 등 다양한 목표를 완료해야 하며, 방어 팀은 이를 막아야 한다.

### 클래스
플레이어는 네 가지 플레이 가능한 클래스 중 하나를 선택할 수 있다. 네 클래스는 아가타 나이트와 메이슨 오더 모두에게 동일하며, 유일한 차이점은 갑옷의 색상과 스타일이다.
아처: 아처는 활이나 투창과 같은 무기를 사용하여 멀리서 공격한다. 아처는 근접 전투를 위한 단검이나 단검도 가지고 있다. 아처는 갑옷이 거의 없으며 필요한 경우에만 칼을 뽑아야 한다.
맨앳암스: 맨앳암스는 모든 클래스 중에서 가장 민첩하다. 그들은 한 손 무기, 즉 검이나 철퇴를 사용하며, 보다 효과적인 방어를 위해 방패를 장착한다. 그들의 갑옷은 다른 근접 클래스만큼 좋지는 않지만, 빠르고 회피를 수행할 수 있으므로 속도를 활용할 수 있다.
뱅가드: 뱅가드는 폴암이나 대검과 같은 긴 무기를 사용하며 적에게서 약간 떨어져 있는 것을 선호한다. 잠시 질주한 후, 그들은 막대한 피해를 입히고 공격이 막히면 적의 균형을 심하게 무너뜨리는 치명적인 질주 공격을 수행할 수 있다. 뱅가드는 다른 클래스와 달리 방패를 사용할 수 없다는 단점이 있다.
나이트: 나이트는 모든 클래스 중에서 가장 무겁다. 그들은 장검이나 전투 도끼와 같은 크고 양손 무기를 사용한다. 또한 다른 클래스보다 더 큰 방패를 사용할 수 있다. 속도를 희생하고 갑옷을 선택한 그들은 게임에서 가장 느린 클래스이며, 매우 느리게 움직이고 공격은 다른 클래스보다 더 오랫동안 무방비 상태로 만든다. 나이트의 고유 기술은 주요 검 (도끼나 망치는 제외)을 한 손으로 휘두르거나 방패를 사용하거나 기본 피해를 희생하여 속도를 높일 수 있게 한다.

### 주 무기
네 가지 다른 클래스는 대부분 중세 시대의 무기에 충실한 무기를 사용한다.
아처: 아처는 장궁, 단궁, 전쟁 활, 석궁, 경량 석궁, 중량 석궁, 투창, 짧은 창, 중량 투창, 투석기와 같은 원거리 무기를 사용한다.
맨앳암스: 가볍고 민첩한 맨앳암스는 광검, 노르만 검, 팔키온, 손도끼, 전쟁 도끼, 데인 도끼, 날개 달린 도끼, 모닝스타, 쿼터스태프, 성수 살포기와 같은 한 손 무기를 사용한다.
뱅가드: 뱅가드는 대검, 클레이모어, 츠바이헨더, 찌르는 창, 포크, 브랜디스톡, 바르디슈, 빌훅, 미늘창, 폴 해머를 포함한 긴 사거리의 양손 무기를 사용한다.
나이트: 게임에서 가장 무거운 클래스는 느리고 강하게 타격하는 강하고 무거운 무기를 사용한다. 예를 들어 플레일, 광검, 전쟁 망치, 투척 도끼, 전쟁 도끼가 있다.

## 개발
이 게임은 하프라이프 2의 무료 모드인 에이지 오브 쉬벌리(Age of Chivalry)를 기반으로 한다. 개발자들은 모드의 전투 시스템을 개편하여 근접 및 원거리 전투 모두에 변화를 주었다. 쉬벌리 또한 인터랙티브 환경과 "더 직관적인" 이동 시스템, 그리고 새로운 그래픽과 애니메이션을 특징으로 한다. 원래 모드는 하프라이프 2의 소스 게임 엔진을 사용하여 만들어졌지만, 쉬벌리는 언리얼 엔진으로 개발되었다. 이 게임은 2010년 5월 20일 쉬벌리: 배틀 포 아가타라는 제목으로 처음 발표되었지만, 이후 현재 제목으로 변경되었다. 2012년 9월 15일, 쉬벌리는 킥스타터에서 성공적으로 펀딩되었다.

## 평가

### 비판적 평가
이 게임은 24개의 다른 비평가들을 기반으로 한 메타크리틱 점수 79/100으로 대체로 호평을 받았다. IGN은 7.9/10점을 주면서 중세 스타일의 극도로 폭력적인 멀티플레이어 게임플레이를 칭찬했지만, 클래스 수가 제한적이라는 점도 언급했다. AusGamers는 이 게임에 90/100점을 주면서 게임의 유일한 단점은 다른 환경의 부족과 몇 가지 버그라고 지적했다. PC 게이머는 이 게임에 81/100점을 주면서 "쉬벌리는 워 오브 더 로즈의 배틀필드에 대한 퀘이크이며, 더 빠른 속도의 피투성이 경험을 추구하는 사람들은 의심할 여지 없이 쉬벌리 스타일의 강철을 선호할 것이다"라고 언급했다.

### 판매량
2013년 8월에는 이 게임이 120만 장 판매되었다고 발표되었다. 2014년 10월 현재, 이 게임은 200만 장 판매되었다.

## 속편
속편인 쉬벌리 2는 2019년 6월 10일에 발표되었으며 2021년 6월 8일에 출시되었다. PC, 플레이스테이션 4, 플레이스테이션 5, 엑스박스 원, 엑스박스 시리즈 X/S로 출시되었으며, 모든 플랫폼에서 크로스 플랫폼 플레이를 지원한다.

## 같이 보기
- 개조로부터 파생된 비디오 게임 목록

### 내용주
1. ↑  Ported to PlayStation 3 and Xbox 360 by Mercenary Technology, ported to PlayStation 4 and Xbox One by Hardsuit Labs

### 참조주
1. 1 2 3 4  Priest, Simon (2011년 3월 22일). “Chivalry: Medieval Warfare reveals, "first-person medieval online"”. 《StrategyInformer.com》. 2011년 3월 25일에 원본 문서에서 보존된 문서. 2011년 10월 15일에 확인함.
2. ↑  Rios, Nate (2011년 3월 13일). “Chivalry: Medieval Warfare PAX Preview”. 《Curse.com》. 2011년 10월 15일에 확인함.
3. ↑  Preston, Jack
4. ↑  Savage, Phil (2013년 8월 23일). “Chivalry: Deadliest Warrior announced – a historical battle royale for the medieval FPS”. 《PC 게이머 UK》 (퓨처 (기업)). 2013년 9월 12일에 확인함.
5. ↑  PCGamer (2013년 12월 13일). “Chivalry: Deadliest Warrior review”. 《pcgamer》 (영어). 2023년 10월 31일에 확인함.
6. 1 2 3 4 5 6 7  Caoili, Eric (2011년 3월 18일). “Chivalry: First-Person Online Medieval Combat”. 《GameSetWatch.com》 (UBM TechWeb). 2021년 9월 29일에 원본 문서에서 보존된 문서. 2011년 10월 14일에 확인함.
7. 1 2 3  Meer, Alec (2011년 3월 22일). “Chivalry Is Unrealistic”. 《Rock, Paper, Shotgun》. 2011년 10월 14일에 확인함.
8. 1 2  Lincoln, Ross (2010년 5월 20일). “Return to the Age of Dysentery with Chivalry: Battle For Agatha”. 《GameFront》. 2011년 10월 15일에 확인함.
9. ↑  “Age of Chivalry on Steam”. 《스팀》. 2011년 11월 5일에 확인함.
10. ↑  O'Connor, Alice (2010년 5월 20일). “Medieval HL2 Mod Age of Chivalry Going Commercial”. 《Shack News》. 2011년 10월 15일에 확인함.
11. ↑  “Chivalry: Medieval Warfare on Kickstarter”. 《킥스타터》. 2012년 9월 15일에 확인함.
12. ↑  “AAlma Mater – Kickstarter. Steve Piggott: "I have always loved medieval times!"”. Gamestar.ru. 2014년 2월 22일에 원본 문서에서 보존된 문서. 2014년 2월 14일에 확인함.
13. 1 2  “Chivalry: Medieval Warfare for PC Reviews”. 《메타크리틱》. 2013년 6월 18일에 확인함.
14. ↑  “Chivalry: Medieval Warfare for PlayStation 4 Reviews”. 《메타크리틱》. 2020년 3월 10일에 확인함.
15. ↑  “Chivalry: Medieval Warfare for Xbox One Reviews”. 《메타크리틱》. 2020년 3월 10일에 확인함.
16. ↑  Fraser Brown (2012년 10월 16일). “Review: Chivalry: Medieval Warfare”. 《디스트럭토이드》. 2014년 9월 30일에 확인함.
17. ↑  Rich Stanton (2012년 10월 28일). “Chivalry: Medieval Warfare review”. 《유로게이머.net》. 2014년 9월 30일에 확인함.
18. ↑  “Chivalry: Medieval Warfare Review”. 《게임트레일러스》. 2014년 9월 30일에 확인함.
19. 1 2  Nathan Meunier (2012년 10월 29일). “Chivalry: Medieval Warfare Review”. 《IGN》. 2014년 9월 30일에 확인함.
20. 1 2  GunSlingerAUS (2012년 10월 19일). “Chivalry: Medieval Warfare Review”. 《AusGamers》. 2014년 9월 30일에 확인함.
21. ↑  “Chivalry: Medieval Warfare”. 《Metacritic》 (영어). 2021년 11월 6일에 확인함.
22. ↑  “Chivalry: Medieval Warfare Sells 1 Million Copies”. 《chivalrythegame.com》. 2013년 8월 12일. 2013년 8월 13일에 확인함.
23. ↑  Matulef, Jeffrey (2014년 10월 14일). “Chivalry: Medieval Warfare gets a release date on consoles”. 《유로게이머》. Gamer Network. 2014년 11월 15일에 확인함.
24. ↑  Bankhurst, Adam (2021년 2월 12일). “Chivalry 2 Gets June Release Date After Delay”. 《VG 247》. 2021년 2월 21일에 확인함.
25. ↑  “Chivalry 2 Coming for PS5 & Xbox Series X With Cross-Play With PS4, Xbox One, & PC”. 《Twinfinite》. 2020년 6월 10일. 2020년 6월 10일에 확인함.